# Vortexkeratopathie

Eine Vortexkeratopathie (Cornea verticillata) bei einem Morbus-Fabry-Patienten in der Betrachtung mit einer Spaltlampe. Das beidseitig auftretende cremefarbene wirbelartige Muster beeinträchtigt nicht die Sehschärfe.

Als Vortexkeratopathie (lat. Cornea verticillata, Cornea = ‚Hornhaut‘) bezeichnet man wirbelartige Ablagerungen im Hornhautepithel der Augen. In den meisten Fällen handelt es sich um eine Nebenwirkung bestimmter Arzneistoffe.

## Beschreibung
Die Cornea verticillata ist eine auf beiden Augen auftretende Hornhautdegeneration, die durch wirbelförmige Ablagerungen im Hornhautepithel gekennzeichnet ist.

## Ätiologie
Die Ursache für eine Vortexkeratopathie ist in den meisten Fällen die dauerhafte Einnahme bestimmter Medikamente. So entwickeln 90 % der Patienten, die über mindestens sechs Monate das Antiarrhythmikum Amiodaron einnehmen, eine Cornea verticillata.
Die Sehschärfe wird dabei nur sehr selten beeinträchtigt. 1 bis 10 % der betroffenen Patienten nehmen einen leichten Blaustich beim Sehen wahr.
Der Arzneistoff Chloroquin, der zur Behandlung und Prophylaxe von Malaria verwendet wird, kann ebenfalls Vortexkeratopathien auslösen. Auch der Tyrosinkinase-Inhibitor Vandetanib (ZD6474) kann offensichtlich zu einer Vortexkeratopathie führen.
Neuerdings werden gehäuft Hornhautveränderungen im Sinne der Vortexkeratopathie bei Rho-Kinase-Hemmern bei der lokalen Glaukomtherapie beobachtet.
Fast alle hemizygoten Patienten, die unter der Erbkrankheit Morbus Fabry leiden, weisen eine Vortexkeratopathie auf. Sie beeinträchtigt die Sehschärfe ebenfalls nicht, dient aber als wichtiges Symptom zur Diagnose der Erkrankung. Die Trübung wird durch Einlagerungen des Sphingolipids Globotriaosylceramid (Gb3) hervorgerufen.

## Diagnose
Eine Vortexkeratopathie lässt sich im Normalfall von einem Augenarzt an einer Spaltlampe durch die charakteristischen Wirbel zuverlässig diagnostizieren. Die Unterscheidung, ob die Vortexkeratopathie medikamentös oder durch Morbus Fabry induziert ist, kann mittels konfokaler Mikroskopie in vivo erfolgen.

## Therapie
Im Fall der medikamentös verursachten Vortexkeratopathie kann bei ausgeprägten Sehbehinderungen, beispielsweise bei optischen Neuropathien mit Gesichtsfeldausfällen, das verursachende Medikament abgesetzt werden. Im Fall von Amiodaron werten manche Kardiologen die Vortexkeratopathie als Hinweis auf eine gute Compliance.
Bei Morbus Fabry kann die Enzymersatztherapie die Gb3-Ablagerungen im Hornhautepithel reduzieren.